# Kykrina

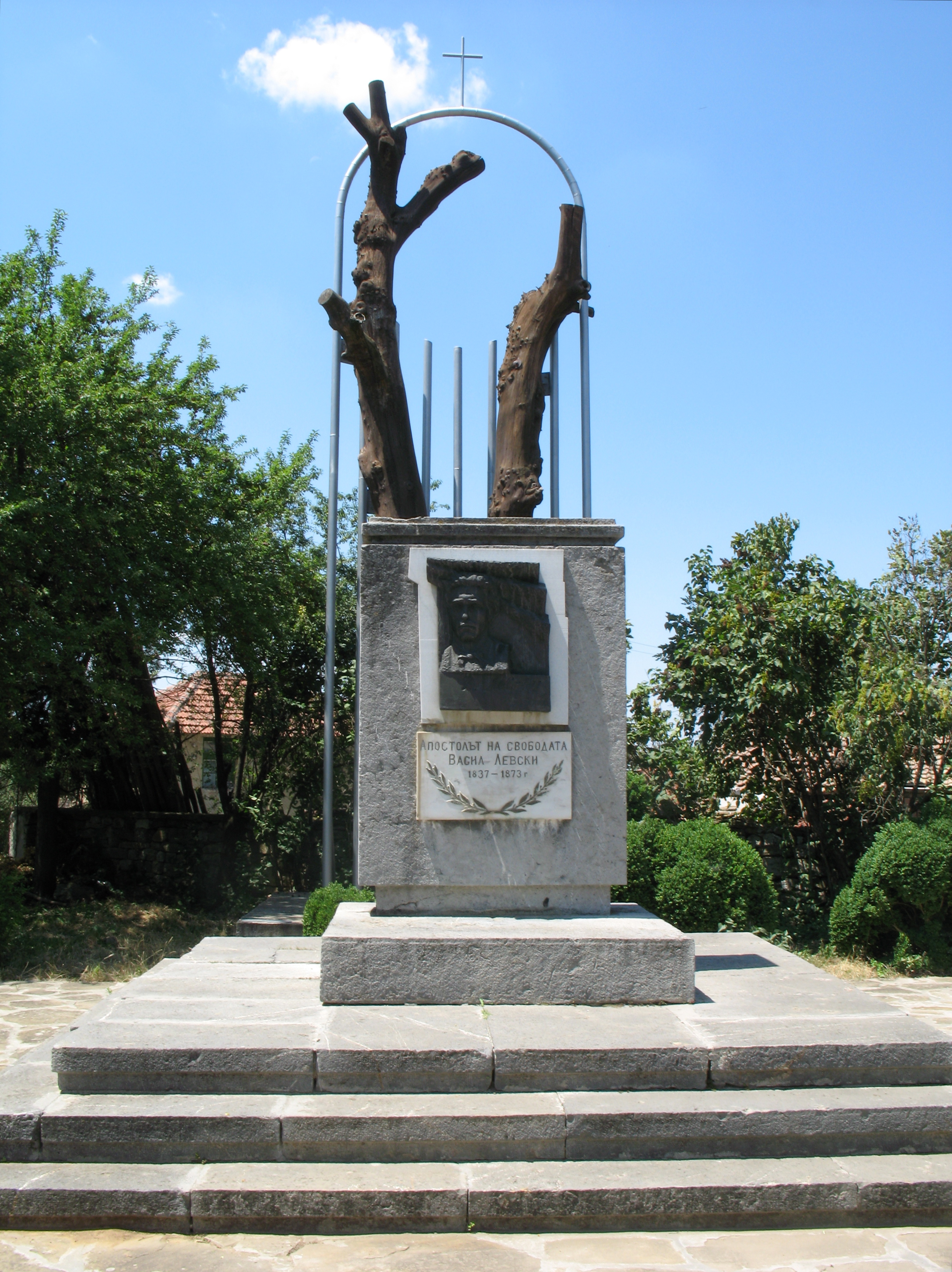

Kykrina (bułg. Къкрина) – wieś w północnej Bułgarii, w obwodzie Łowecz, w gminie Łowecz.
W tej miejscowości w dn. 27 grudnia 1872 roku bułgarski bohater wyzwoleńczy Wasyl Lewski został przechwycony przez rząd osmański. W tym miejscu znajduje się muzeum.

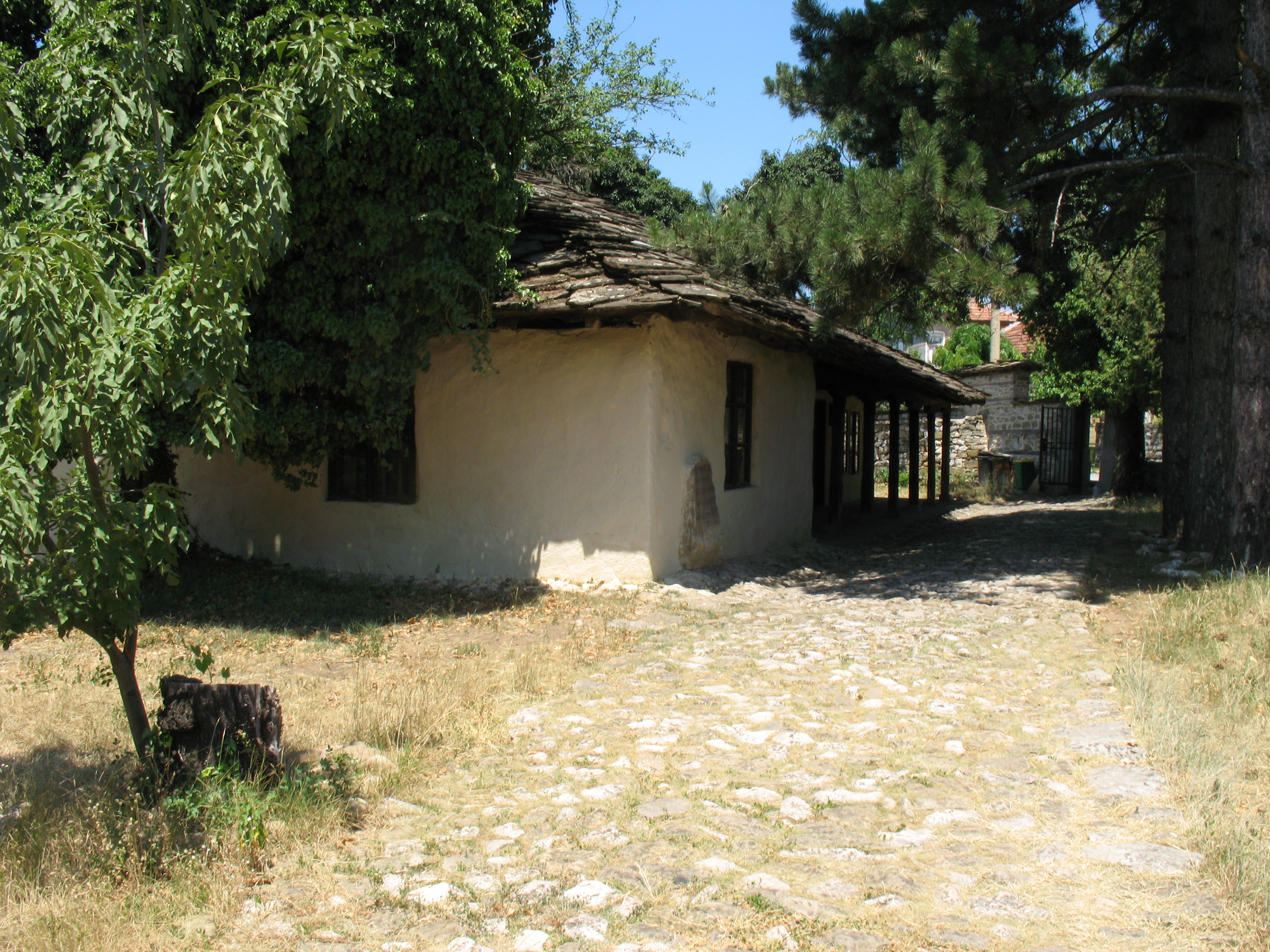
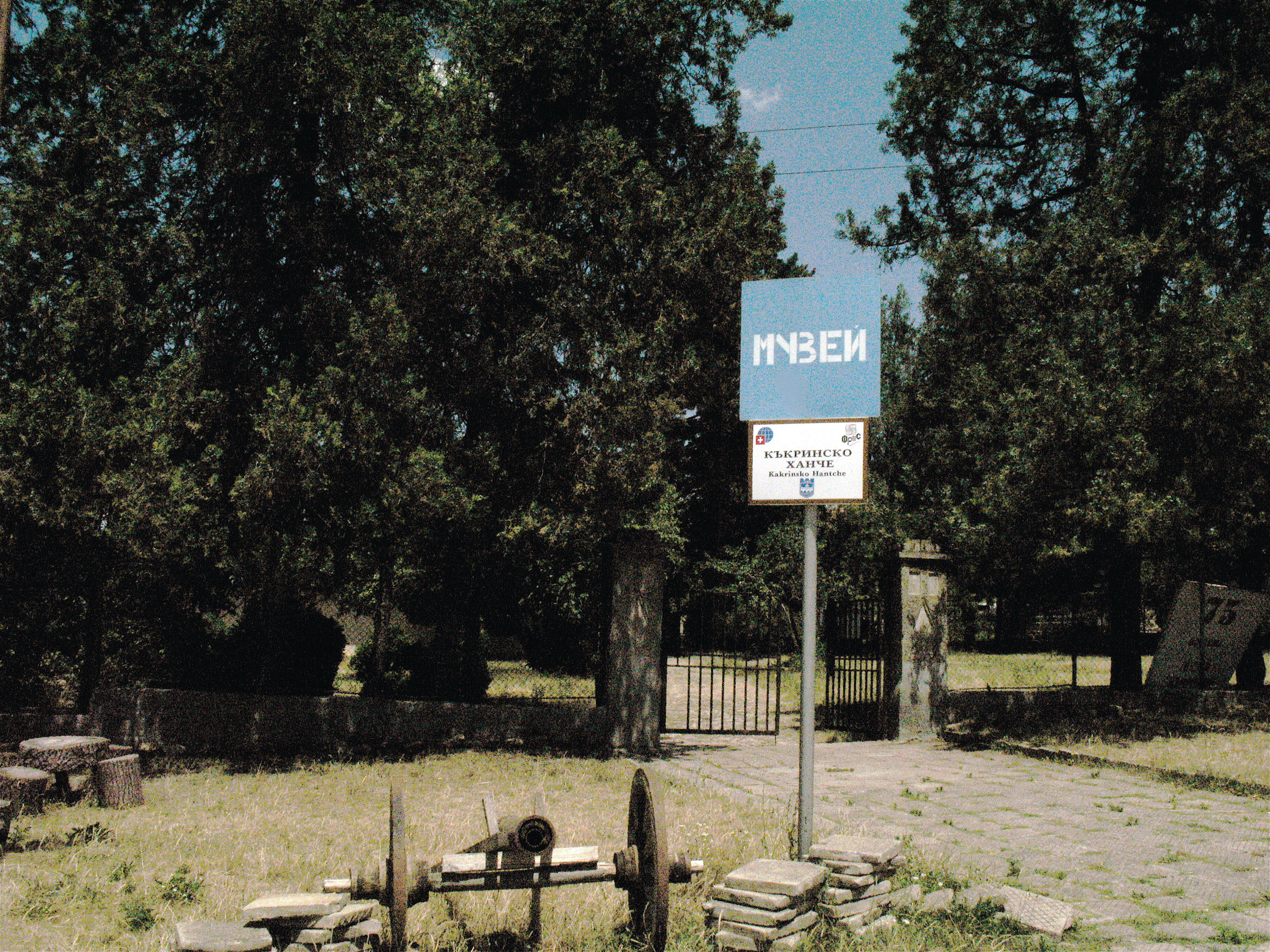
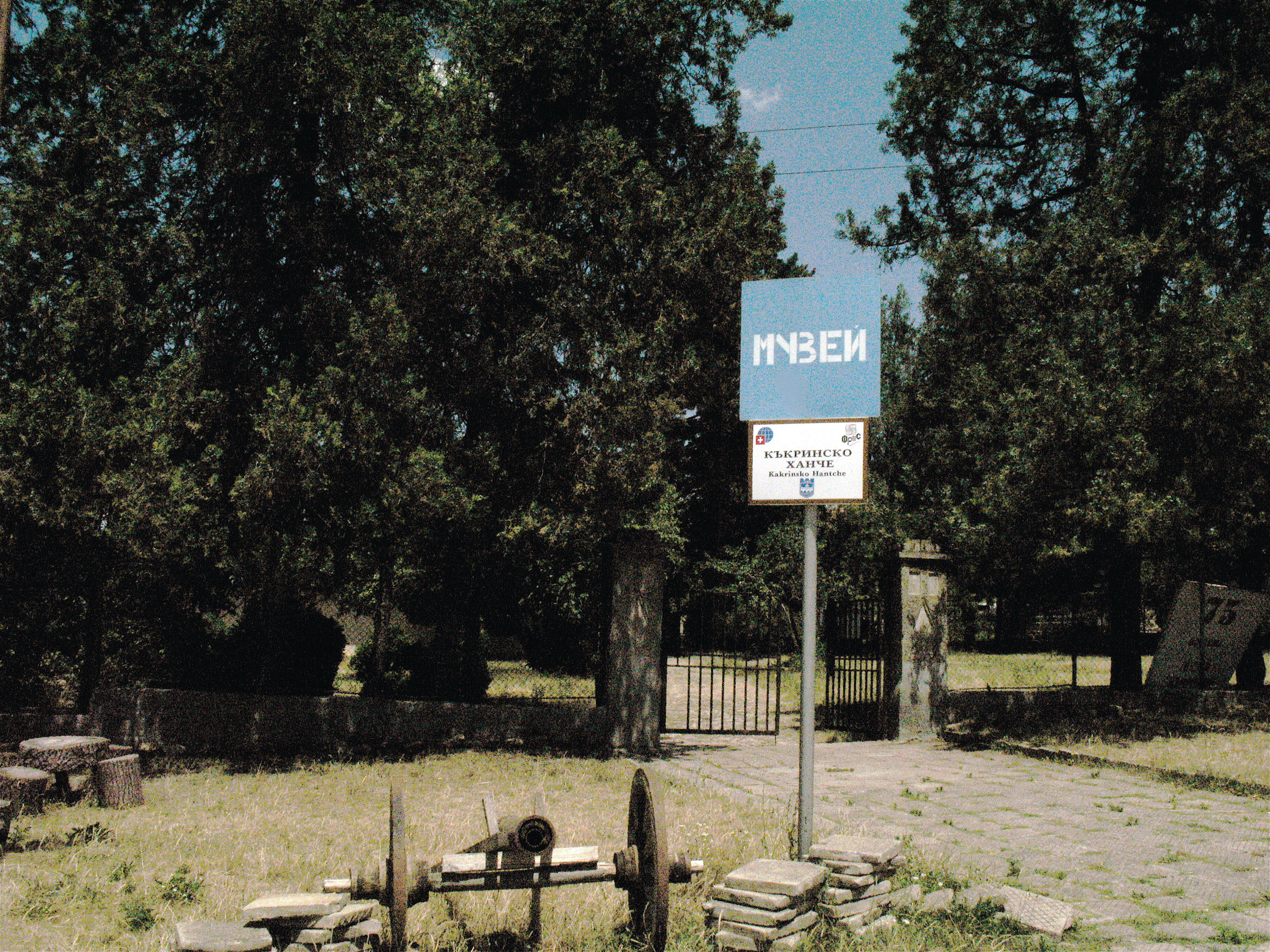

Muzeum Wasyla Lewskiego:
Pomnik Wasyla Lewskiego: